# Cristina Deutekom
Cristina Deutekom (szül: Christina vagy Stientje Engel, Amszterdam, 1931. augusztus 28. – Amszterdam, 2014. augusztus 7.) holland opera-énekesnő. Elsősorban koloratúra technikájáról ismert művész, akit Christine Deutekom és Christina Deutekom neveken is ismer a világ.
Hangját drámai koloratúraként lehetne legjobban jellemezni, bár a lirico spinto hihetetlen koloratúra technikával talán pontosabb kifejezés volna.
Művészkorszaka szinten minden kimagasló tenorjával énekelt együtt: Franco Corellivel, Luciano Pavarottival, Plácido Domingóval, José Carrerasszal, Alfredo Krausszal, Carlo Bergonzival és Nicolai Geddával is.

## Pályafutása
Kezdeti, jelentéktelenebb szerepei után 1963 hozta el számára az áttörést Mozart A varázsfuvola Az Éj Királynője szerepének megformálásával a De Nederlandse Opera színpadán. Ezt a szerepet azután Európa minden jelentősebb operaszínpadán elénekelte, sőt 1968-ban a New York-i Metropolitan-ben is. 1974-ben a MET évadnyitó előadásában Plácido Domingo partnereként Elena szerepét játszotta A szicíliai vecsernyében.
Repertoárját folyamatosan bővítette. Az Éj Királynője mellett más Mozart szerepeket is énekelt, köztük volt a Donna Anna (Don Giovanni), a Fiordiligi (Così fan tutte) és a Vitellia (Titus kegyelme). Zajos sikereket aratott Olaszországban is a bel canto olyan szerepeiben, mint Rossini (Armida), Bellini (Norma, A puritánok) vagy Donizetti (Lammermoori Lucia).
Olyan repertoárral tett szert vitathatatlan nemzetközi hírnévre, amely magába foglalta Verdi nagy, drámai szerepeit is, mint az Abigaile (Nabucco), a Lady Macbeth, a Leonora (A trubadúr), az Amelia (Az álarcosbál), az Elena (A szicíliai vecsernye), valamint olyan szerepeket is, amelyeket kereskedelmi felvételeken is hallhatunk: Giselda (A lombardok) és Odabella (Attila).
Végül Puccini Turandot című operája címszerepének eléneklésére is vállalkozott.
Deutekom színpadi karrierje 1987-ben, szívinfarktusa eredményeként, hirtelen véget ért. Ezután mesterkurzusokat szervezett, a világ minden táján. 2001-ben a hágai Királyi Konzervatórium vendégtanára volt. 2004-ben elszenvedett agyvérzése után végleg elhagyta a művészi közéletet.

## Főbb szerepei(operákban)
- Beethoven - Fidelio (Marzelline)
- Bellini - Beatrice di Tenda (Beatrice), Bianca és Fernando (Bianca), Norma (Norma), A puritánok (Elvira)
- Cherubini - Médeia (Médeia)
- Donizetti - Lammermoori Lucia (Lucia)
- Mozart - Così fan tutte (Fiordiligi), Don Giovanni (Donna Anna), Titus kegyelme (Vitellia), A varázsfuvola (Az Éj Királynője)
- Händel - Alcina (Alcina)
- Puccini - Turandot (Turandot)
- Rossini - Armida (Armida), Mózes Egyiptomban (Szinaisz)
- Saint-Saëns - VIII.Henrik (Aragóniai Katalin)
- Strauss - A rózsalovag (Marianne Leitmetzerin)
- Verdi - Alzira (Alzira), Attila (Odabella), Az álarcosbál (Amelia), A lombardok (Giselda), Macbeth (Lady Macbeth), A haramiák (Amalia), Nabucco (Abigaille), Rigoletto (Gilda), Simon Boccanegra (Amelia/Maria), A trubadúr (Leonora), A szicíliai vecsernye (Elena)
- Wagner - Az istenek alkonya (Woglinde), A Rajna kincse (Woglinde), A walkür

## Elismerései
- Az Orange-Nassau rend lovagja, 1974
- Az év énekese, Milánó, 1974
- Az év énekese, Milánó, 1973
- Rómeó és Júlia-díj, Verona, 1972
- Rigoletto Aranyérem, Mantova, 1973
- Monteverdi Aranyérem, Velence, 1972
- Palco Scenico Aranyérem, Mantova, 1971
- A Charles Cros Akadémia Aranylemez Díja, Párizs, 1968
- Arena Aranyérem, Verona, 1976

## Külső hivatkozások
- Cristina Deutekom rövid életrajza, fotókkal (angolul)
- Cristina Deutekom élőben a YouTube-ról
- Nekrológja a nu.nl-on